# Compsiluroides flavipalpis
Compsiluroides flavipalpis là một loài ruồi trong họ Tachinidae.